# Cinnyris rufipennis
El suimanga alirrojo (Cinnyris rufipennis) es una especie de ave paseriforme de la familia Nectariniidae endémica de Tanzania.

## Distribución y hábitat
Se encuentra únicamente en los bosques tropicales de las montañas del interior de Tanzania. Se encuentra amenazado por la pérdida de hábitat.